# Spiekeroog

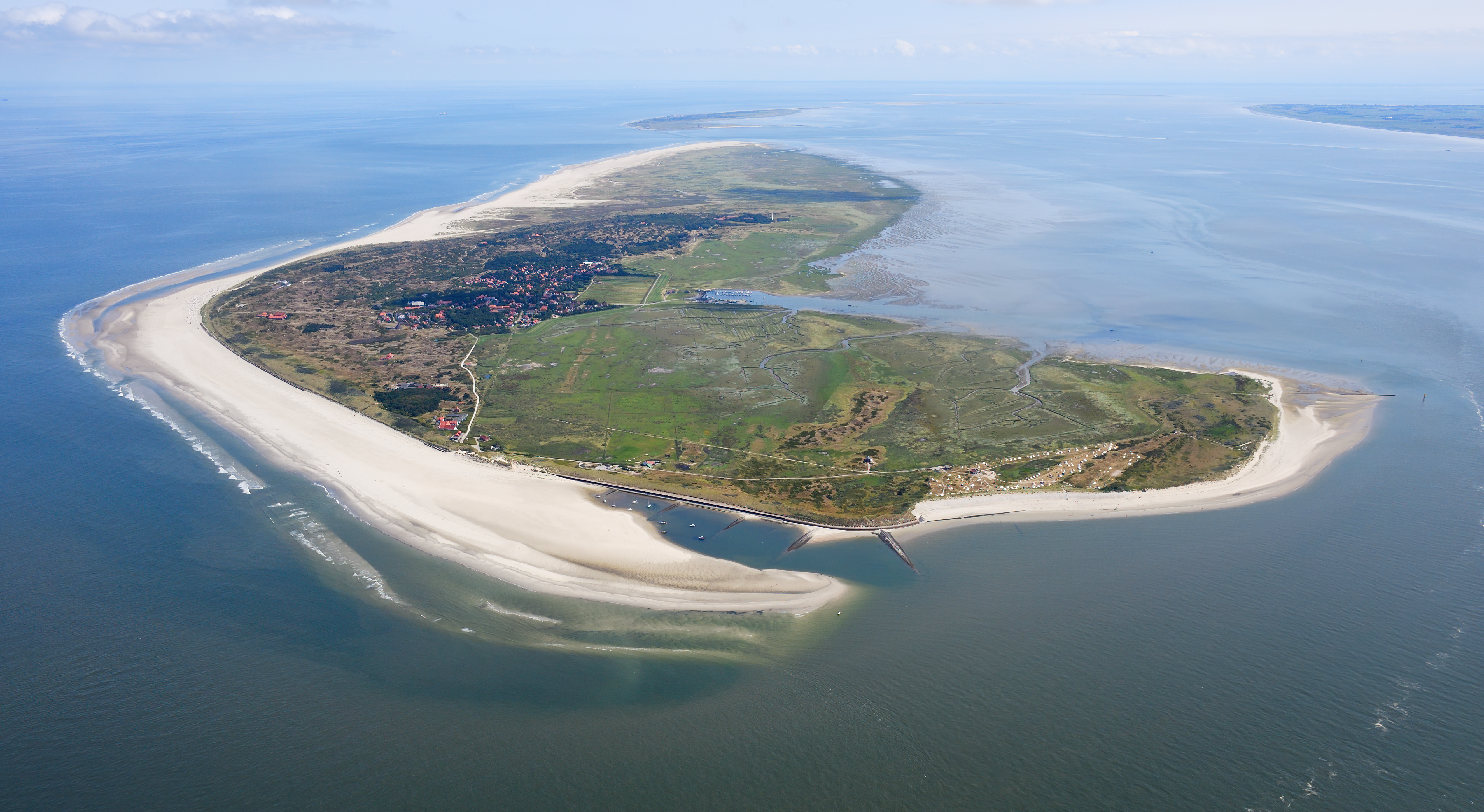
Vista aérea da ilha

Spiekeroog é uma das ilhas da Frísia Oriental e um município do distrito de Wittmund, estado da Baixa Saxônia, localizada próximo à costa do Mar do Norte na Alemanha. Ela fica situada entre Langeoog ao oeste e Wangerooge ao leste. A Ilha possui uma área de 18,25 km². A menor distância até o continente é de 5,7 km.
A ilha é livre de carros e conectada através de uma balsa com o porto de Neuharlingersiel. Spiekeroog, como a única das sete ilhas habitadas, não possui um aeroporto e assim não se pode chegar até ela com aviões esportivos. Existem limitações também quanto ao tráfego de bicicletas. Em Spiekeroog vivem permanentemente ao redor de 800 habitantes sendo o fator econômico central o turismo. 
A origem do nome Spiekeroog, citado pela primeira vez em 1398 como Spickeroch, é controversa. A maioria tende para a aceitaçao de que poderia ser a tradução de Speicherinsel (ilha de armazenamento).